# 德累斯顿腓特烈城足球俱乐部
德累斯顿腓特烈城足球俱乐部（德語：SG Dresden-Friedrichstadt）是德国德累斯顿的一家足球俱乐部，成立于1945年。作为德累斯顿足球俱乐部在苏联占领区下的继任者，曾于1950年夺得过东德足球超级联赛亚军，并在此后不久解散。